# St. Nikolaus (Penting)
Die Kirche St. Nikolaus ist die römisch-katholische Pfarrkirche von Penting, einem Ortsteil der Stadt Neunburg vorm Wald in der Oberpfalz. Sie ist eine der drei Pfarrkirchen der Pfarreiengemeinschaft Neukirchen-Balbini-Penting-Seebarn im Dekanat Neunburg-Oberviechtach des Bistums Regensburg. Als Besonderheit gilt, dass der Altar der Kirche nicht wie üblich nach Osten, sondern nach Norden zeigt. Der bereits von weitem sichtbare Kirchturm ist eine auffällige Landmarke im mittleren Schwarzachtal.

## Baugeschichte

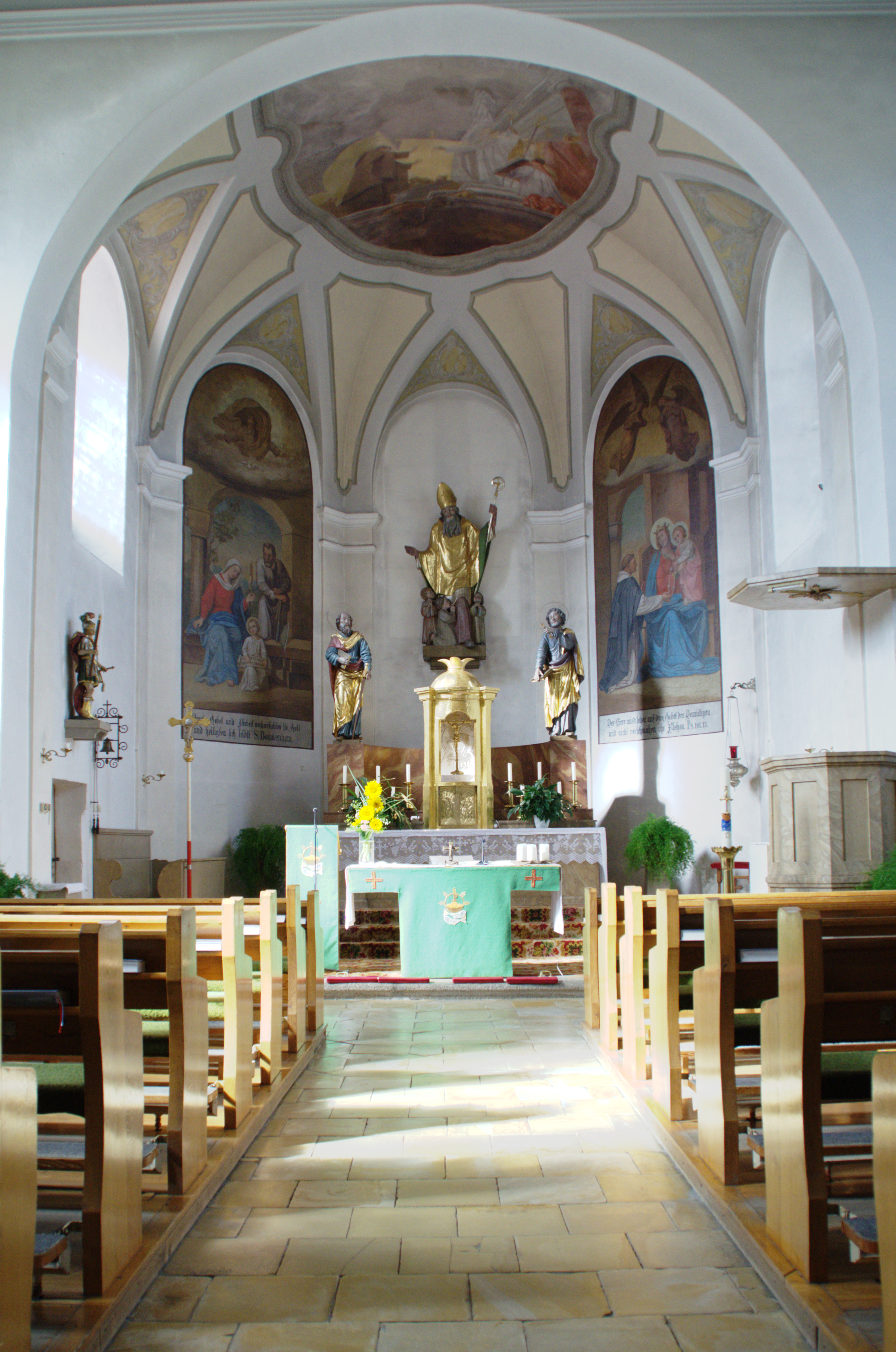
Mittelschiff und Altar

Das Patrozinium auf St. Nikolaus und die Endung des Ortsnamens auf -ing lassen auf eine frühmittelalterliche Christianisierung um 1200 schließen. Um 1250 wurde auf dem Gelände einer vermuteten Holzkirche eine geostete spätromanische Chorturmkirche erbaut, deren Reste sich noch in der Seitenkapelle erhielten.
Um 1700 wurde das Langhaus abgebrochen und ein barockes genordetes Langhaus errichtet, welches im barocken Stil ausgestattet wurde.
1840 wurde der Dachstuhl schadhaft. Durch die daraus resultierenden Folgeschäden musste der romanische Kirchturm 1842 bis auf zwei Etagen abgetragen werden. Dafür wurde auf der südlichen Giebelseite des Langhauses ein neuer Turm errichtet. Die Fundamentierung des Turms war für den vorhandenen Baugrund zu gering ausgelegt. Daher war bald eine Schieflage des Turms deutlich zu erkennen, die im Verlauf eine horizontale Abweichung bis zu 40 cm aufwies. Dies brachte ihm den spöttischen Spitznamen – in Anspielung auf den Torre pendente di Pisa – Schiefer Turm von Penting ein. Diese Situation führte zudem zu einem jahrelangen Streit mit dem verantwortlichen Baumeister.
Aufgrund einer nicht vollständig durchgeführten Dachstuhlsanierung aus dem Jahr 1842 stürzte in der Karwoche des Jahres 1888 die barocke Gewölbedecke ein und zerstörte fast die komplette Inneneinrichtung. Die Kirche erhielt noch im gleichen Jahr eine schlichte Flachdecke und wurde neuromanisch ausgestattet. Diese Veränderung wurde im Jahr 1890 abgeschlossen.
1954 erfolgte eine größere Umgestaltung nach dem aktuellen Zeitgeschmack; die Kirche wurde purifiziert. Bei diesem Eingriff wurden alle Teile der neugotischen Ausstattung entfernt. 1983 wurden die überputzen Wandgemälde, die auch Beschädigungen vom Einsturz der Gewölbedecke aufwiesen freigelegt und restauriert. 1993 wurde durch Betonunterspritzung der Turm statisch gesichert.
Im Jahr 2017 erhielt die Pfarrkirche im Zuge einer Außensanierung teilweise einen neuen Dachstuhl, eine neue Dacheindeckung und einen neuen Außenanstrich. Außerdem wurde bekannt, dass umfassende statische Sicherungsmaßnahmen mit Ringankern aus Stahlbeton nötig sind, um die Standsicherheit des Langhauses auch in Zukunft zu gewährleisten. Für die nächsten Jahre ist eine Generalsanierung des Kircheninnenraums geplant.

## Gebäude und Ausstattung

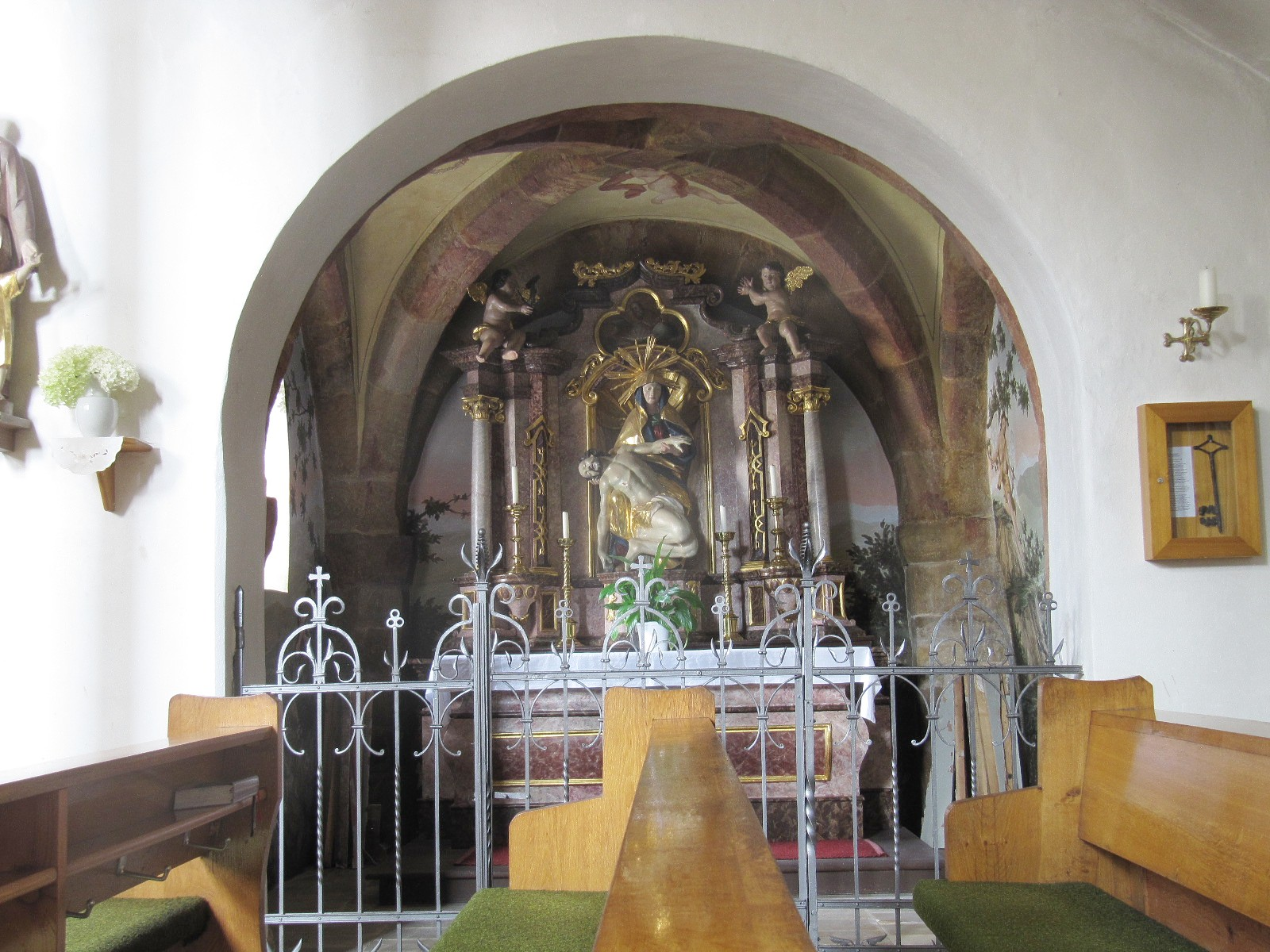
Seitenkapelle der Kirche; Ostchor der ursprünglichen Pfarrkirche

Im Erdgeschoss des ehemaligen Turms ist das rundbogige Kreuzrippengewölbe des damaligen Chors mit den starken Schildbögen ohne Schlussstein erhalten. Alle Steinelemente sind aus Erzhäuser Sandstein gefertigt. In diesem Raum, der heute als Ölberg-Seitenkapelle genutzt wird, hat sich noch ein barocker Altar mit einer sehenswerten Pietà erhalten und ist heute der wertvollste Teil der Kirche. Die farbliche Gestaltung des Altarraums der Kirche mit den Wandgemälden spiegelt den Gestaltungsstand von 1890 wider.
Auf der Innenseite der Stirnwand hängt eine gefasste Votivtafel von 1792 aus Holz mit Schriftkartusche.
Die Fresken im Langhaus wurden 1920 von Josef Wittmann geschaffen und zeigen Motive mit dem hl. Nikolaus: Nikolaus spendet den Segen, Nikolaus als Fürbitter aller Stände und Sieger über den Teufel, Nikolaus spendet drei Mädchen die Mitgift, Nikolaus gibt Hungernden Brot, Nikolaus errettet einen unschuldig zum Tode Verurteilten und Nikolaus rettet Schiffbrüchige. Fresko im Chor: Nikolaus spendet den Segen.

## Orgel

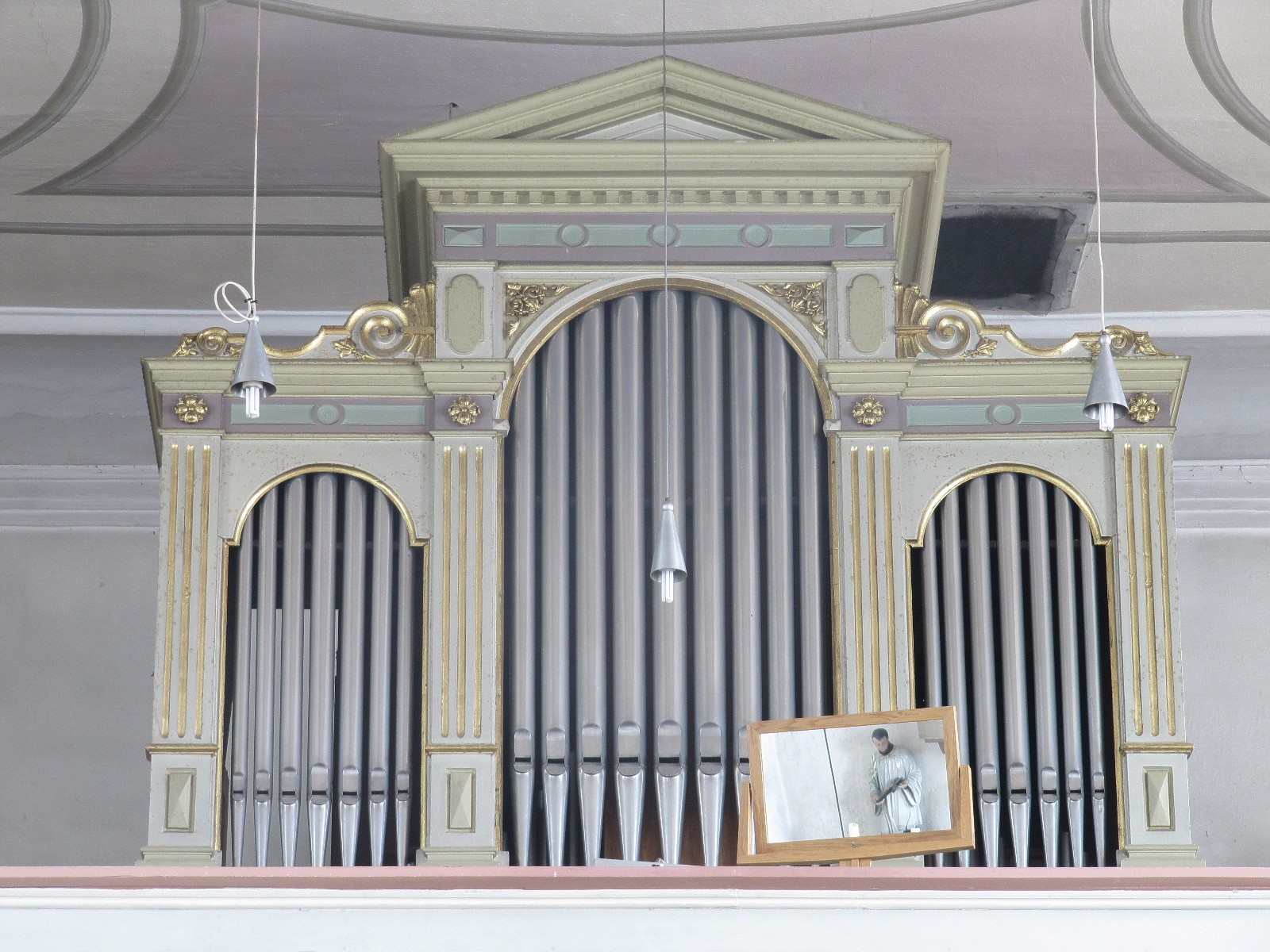
Orgelgehäuse von 1888

1731 erhielt die Kirche eine Orgel von Johann Baptist Funtsch, die er zusammen mit Jakob Berns erbaut hatte. Dieses Instrument wurde bei einem Deckeneinsturz zerstört. 1888 wurde von Ludwig Edenhofer eine neue Orgel (11/I/P) errichtet, von der noch das Gehäuse erhalten ist. Die derzeitige Orgel ist eine Schleifladenorgel von Weise (13/II/P) mit mechanischer Spiel- und elektrischer Registertraktur. Sie wurde 1976 erbaut.

## Glocken und Turmuhr

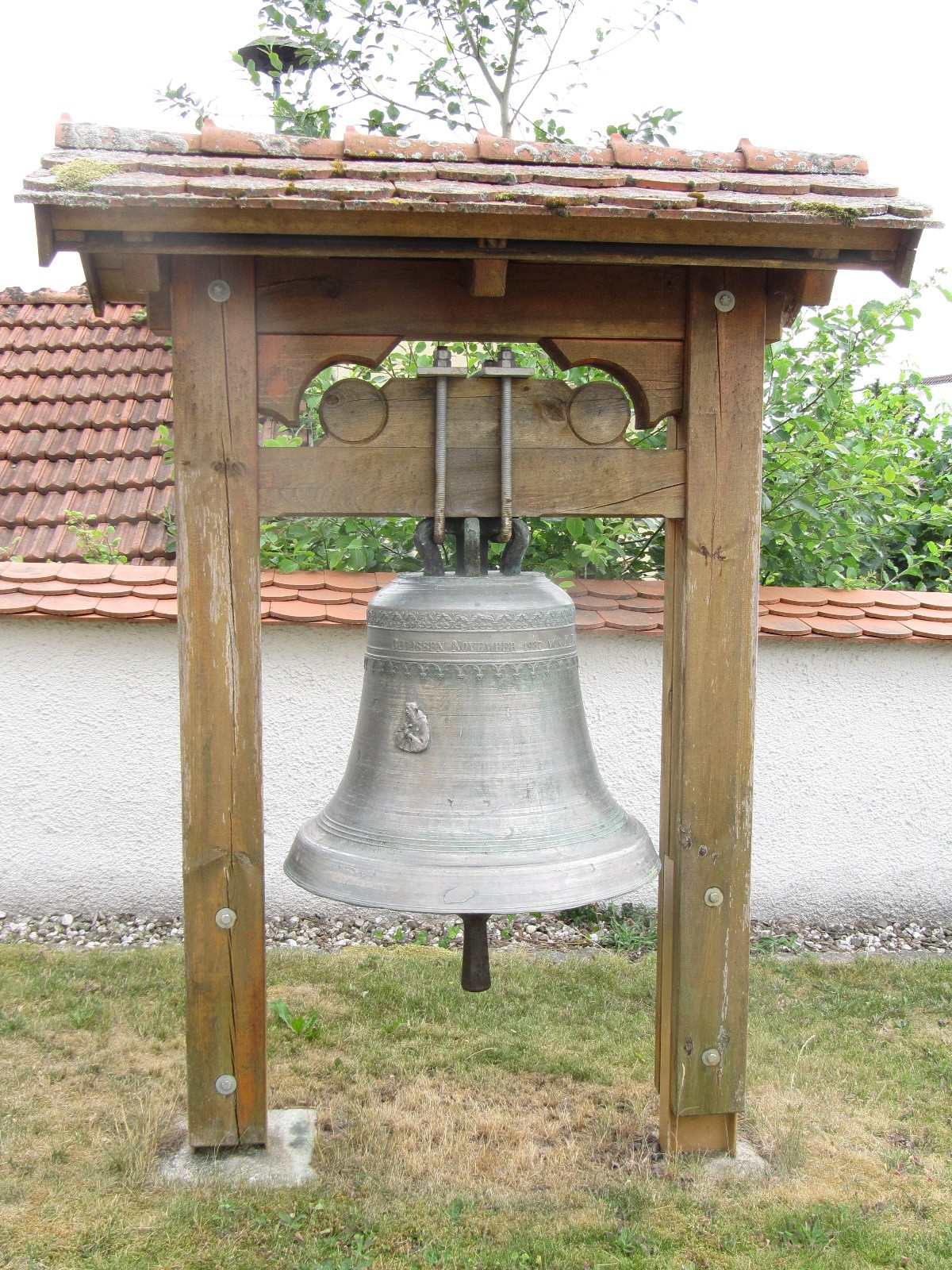
Gesprungene Glocke, gefertigt im November 1937 von Karl Hamm aus Regensburg.

Die zwei der vier Glocken stammten ursprünglich aus dem Jahr 1709 bzw. 1719 von der Glockengießerei Schelchshorn, eine weitere aus dem Jahr 1751 von der Firma Kleeblatt aus Amberg und eine von 1834 aus dem Schaffen eines unbekannten Gießers. Der Verbleib ist unbekannt. Sie dürften vornehmlich der Metallabgabe zum Opfer gefallen sein. Die neuen Glocken wurden zwischen 1937 und 1947 von Georg Hamm gefertigt. Eine gesprungene Glocke von 1937 steht als Schaustück derzeit am Friedhofsgelände. Die Turmuhr mit den vier Zifferblättern stammt von der Firma Georg Rauscher aus Regensburg.

## Außengelände
Um die Kirche ist der Friedhof des Ortes angeordnet. Eine Aussegnungskapelle im Osten stammt aus neuerer Zeit.